# Victorine Trucano
Victorine Trucano ou Victorine Belloti, née le 12 mai 1839 à San Maurizio et morte à une date inconnue, est une chapelière et militante anarchiste illégaliste italienne. Elle est surtout connue pour son action pendant la naissance de l'illégalisme, où elle rejoint la bande à Ortiz, et pour le fait d'avoir été accusée au procès des Trente.
Née en Italie et veuve d'un précédent mariage, Trucano rejoint la bande à Ortiz avec son fils, Louis. Elle recèle les biens volés par le groupe avant de s'installer avec d'autres membres dans la cache où ils conservent le butin des vols. Arrêtée, elle est traduite devant la justice au procès des Trente, un procès politique visant le mouvement anarchiste, et est finalement acquittée.

## Biographie
Victorina Trucano naît à San Maurizio le 12 mai 1839,. Elle épouse un homme nommé Belloti, qui pourrait être le Belloti mentionné par des rapports de police en Italie en 1881 et comme rédacteur de L'Ateo de Livourne, un journal qui paraît de 1877 à 1880. Trucano a plusieurs enfants de cette union, dont un fils, Louis Belloti (1868-?). Elle travaille comme chapelière. 
En 1892, alors qu'elle est en France et veuve, elle rejoint la bande à Ortiz, un groupe anarchiste illégaliste de la période, et recèle les biens volés par le groupe lors de leurs cambriolages entre 1892 et 1893,.
En octobre 1893, Trucano vient s'installer au 1, Boulevard Brune avec ses enfants - dont Louis,. Il s'agit du lieu où résident un certain nombre de membres de la bande, dont les couples Annette Soubrier-Paul Chiericotti, Antoinette Cazal-Léon Ortiz et Maria Zanini-Orsini Bertani,. Le butin des cambriolages se trouve dans cette cache,.
Le 19 mars 1894, elle est arrêtée avec son fils lors d'une descente de police. Elle n'oppose pas de résistance et pense qu'il y a une erreur - ne prend pas la peine d'aller chercher son plus jeune enfant en pensant que la police la conserverait peu en détention.
Contrairement à ses attentes, Victorine Trucano est mise en procès pendant le procès des Trente, visant trente figures de l'anarchisme en France destinées à être condamnées dans un procès politique après l'assassinat de Sadi Carnot par Sante Caserio. Les autorités mêlent les illégalistes de la bande à Ortiz à des théoriciens de l'anarchisme. Elle est accusée de complicité dans les vols de la bande en ayant recelé des biens avec Maria Zanini quelques semaines avant l'arrestation en les déplaçant dans des malles - ce qu'elle nie catégoriquement.
Contrairement aux attentes, les jurés acquittent presque tous les accusés, à l'exception d'Ortiz, qui reçoit la plus grande peine (15 ans de déportation au bagne) et de quelques autres, dont Chiericotti, qui est condamné à huit ans de déportation au bagne,. Trucano est acquittée, comme son fils et relâchée après cinq mois de détention préventive.
Lorsqu'elle est libérée, Trucano demande à récupérer les objets pris chez elle par la police, mais n'y parvient pas, malgré plusieurs demandes.

## Postérité

### Photographie policière
Sa photographie policière fait partie des collections du Metropolitan Museum of Art (MET).